# Cucullia daedalis
Cucullia daedalis är en fjärilsart som beskrevs av Antonius Johannes Theodorus Janse 1939. Cucullia daedalis ingår i släktet Cucullia och familjen nattflyn. Inga underarter finns listade i Catalogue of Life.